# Infinite Dreams
«Infinite Dreams» (с англ. — «Бесконечные сны») — песня и девятнадцатый сингл британской хеви-метал-группы Iron Maiden. Последний релиз, выпущенный группой с участием гитариста Эдриана Смита (до его возвращения).

## О песне
Трек был записан в ходе выступления группы в Бирмингеме в 1988 году и выпущен в ноябре 1989 года в поддержку концертного видеофильма Maiden England. Сингл реализовывался на нескольких носителях: CD-сингл, 7 и 12-дюймовых виниловых дисках (отличающимися сторонами «Б»), в виде иллюстрированной грампластинки, то есть диска, на поверхность которого был нанесён рисунок, а также вышел на компакт-кассете.
Лирически песня является составной частью концептуального альбома Seventh Son of a Seventh Son, который через мистические представления повествует о проблемах добра и зла, рая и ада и т. п. В ней от первого лица идёт повествование о бесконечных кошмарных снах, преследующих героя песни, его размышлениях о смысле жизни, жизни после смерти. В финале герой делает вывод о том, что он бы предпочёл после смерти переродиться и начать жизнь заново, и затем снова и снова.
На сингле композиция представлена в концертном исполнении, записана во время выступления группы 27—28 ноября 1988 года в национальном выставочном центре Бирмингема, в конце турне 7th Tour of a 7th Tour. В UK Singles Chart она достигла 6-го места.
В 1990 году оригинальный сингл был переиздан на компакт-диске и 12" диске как часть бокс-сета The First Ten Years. В этом случае релиз был объединён со предыдущим по порядку синглом группы — «The Clairvoyant». Этот составной, комбинированный миньон повторно попал в британский хит-парад, на этот раз на 11-ю строчку списка.
Кавер-версии песни записали группа Waltari и участники проекта Maiden uniteD Дэмиан Уилсон и Пертту Кивилааксо.

## Сторона «Б» сингла
В зависимости от величины диска, на стороне «Б» размещалась или один или два трека. Оба были записаны вживую, во время одного и того же концерта с титульной песней сингла. На всех видах семидюймовых синглах и на иллюстрированной грампластинке находилась песня «Killers» (с англ. — «Убийцы») со второго альбома группы. Это стало первой официально изданной записью этой композиции с вокалом Дикинсона (в оригинале её исполнял предыдущий фронтмен группы — Пол Ди’Анно).
На двенадцатидюймовых макси-синглах, на стороне «Б», наряду с «Killers», находилась также песня из четвёртого студийника, Piece of Mind, «Still Life» (с англ. — «Натюрморт»). В свою очередь, она стала первым официальным релизом концертной версии данного трека.

## Конверт
Конверт пластинки, как обычно для того времени Iron Maiden, иллюстрировал художник Дерек Риггс. Для него было использовано изображение Эдди с разорванным британским флагом за рулём мотоцикла, летящего со сцены в зрительский зал. Этот же образ был использован для оформления концертного фильма Maiden England. По словам художника, это был ничего не представляющий из себя рисунок: «Терпеть не могу рисовать мотоциклы. Они аляповаты, перегружены деталями и скучны». Логотип художника нарисован на флаге.

## Список композиций
Сторона «А»
- «Infinite Dreams» (Стив Харрис) — 4:27

Сторона «Б»
- «Killers» (Пол Ди’Анно, Стив Харрис) — 5:03
- «Still Life» (Эдриан Смит, Стив Харрис) — 4:37

## Участники записи
| Iron Maiden: - Брюс Дикинсон — вокал - Стив Харрис — бас - Эдриан Смит — гитара - Дейв Мюррей — гитара - Нико МакБрэйн — ударные | Технический персонал: - Мартин Бёрч — продюсер, звукооператор, инженер микширования - Дерек Риггс — иллюстратор - Джордж Боннар — фотограф |

## Позиции в хит-парадах
| Сингл                                 | Хит-парад (1988)    | Место | Пребывание | Альбом                                        |
| ------------------------------------- | ------------------- | ----- | ---------- | --------------------------------------------- |
| «Infinite Dreams»                     | Irish Singles Chart | 6     | 3 недели   | Seventh Son of a Seventh Son / Maiden England |
| «Infinite Dreams»                     | UK Singles Chart    | 6     | 7 недель   | Seventh Son of a Seventh Son / Maiden England |
| Сингл                                 | Хит-парад (1990)    | Место | Пребывание | Альбом                                        |
| «The Clairvoyant» / «Infinite Dreams» | UK Albums Chart     | 11    | 2 недели   | —                                             |